# Магидов, Владимир Маркович
Влади́мир Ма́ркович Маги́дов (22 марта 1938 — 24 ноября 2015) — советский и российский историк. Доктор исторических наук, заслуженный профессор Российского государственного гуманитарного университета (2013). Член Правления Центрального совета Российского общества историков-архивистов, президент Национальной ассоциации аудиовизуальных архивов, действительный член Российской академии естественных наук и Евразийской академии телевидения и радио.

## Биография
В 1958 году поступил на исторический факультет Московского государственного университета имени М. В. Ломоносова, который окончил в 1963 году. В 1973 году защитил кандидатскую диссертацию «Кинохроника Москинокомитета — фотокиноотдела Наркомпроса как исторический источник: на примере выпусков „Кинонедели“ 1918—1919 гг.», в 1993 году — докторскую на тему «Кинофотодокументы: проблемы историографии, архивоведения и источниковедения». Профессор с 1997 года.
С 1984 и до 2015 года вёл учебную и научную деятельность в Московском историко-архивном институте, ныне Историко-архивный институт РГГУ. Преподавал фундаментальные курсы историографии, источниковедения и архивоведения аудиовизуальных документов и визуальной антропологии. Участвовал в создании факультета технотронных архивов и документов Историко-архивного института РГГУ, где возглавлял кафедру аудиовизуальных документов и архивов.

## Публикации
Автор около 200 научных работ, в том числе 4 монографий.
- Кинохроника Москинокомитета — фотокиноотдела Наркомпроса как исторический источник // (На примере выпусков «Кинонедели» 1918—1919 гг.) / Диссертация на соискание учёной степени кандидата исторических наук. — М.: б. и., 1973. — 261 с.
- Зримая память истории // О документальном кино в СССР. — М.: Советская Россия, 1984. — 140 с.
- // Государственный архивный фонд СССР — документальная память народа : сборник. — М.: Мысль, 1987.
- Кинофотофонодокументы: проблемы историографии, архивоведения и источниковедения // автореферат диссертации на соискание учёной степени доктора исторических наук. — РГГУ. — М., 1993. — 36 с. Архивировано 2 июня 2016 года.
- Кинофотофонодокументы: проблемы историографии, архивоведения и источниковедения // диссертация на соискание учёной степени доктора исторических наук. — М., 1993. — 462 с.
- Состояние аудиовизуальных архивов России и перспектива их развития / В. М. Магидов, В. А. Еремченко / «Аудиовизуальные архивы на рубеже XX—XXI веков (отечественный и зарубежный опыт)». М., 2003. С. 7—43.
- Кинофотофонодокументы / Источниковедение новейшей истории России: теория, методология и практика. М., 2004. С. 282—311.
- Кинофотофонодокументы в контексте исторического знания. — М.: Издательский центр Российского государственного гуманитарного университета, 2005. — 393 с. — ISBN 5-7281-0662-5.
- «Царская хроника» в аспекте источниковедения / Проблемы методологии и источниковедения. Материалы III Научных чтений памяти академика И. Д. Ковальченко. М.: Изд-во МГУ; СПб: Алетейя, 2006. С. 162—173.
- Технотронные документы в образовательном и научном пространстве (Факультету технотронных архивов и документов Историко-архивного института РГГУ 10 лет) / Археографический ежегодник за 2005 год. М., 2007. С. 123—141.
- Историческое и технотронное источниковедение / Вспомогательные исторические дисциплины — источниковедение — методология истории в системе гуманитарного знания: материалы XX международной научной конференции. Москва, 31 января — 2 февраля 2008 г.: В 2 ч. М.: РГГУ, 2008. Ч. 1. 43—54.
- Научный комментарий в фильмах визуальной антропологии: проблемы изучения и использования / Аудиовизуальная антропология: теория и практика: Сб. статей. М.: Изд-во МГУ, ТЕИС, 2008. С. 72—83.
- Проблемы формирования видеоархивов с позиций источниковедения» / «Аудиовизуальная антропология. История с продолжением. М., 2008. С. 95—104.
- Источники о деятельности Скобелевского комитета и его роли в отечественном кинопроцессе накануне и в ходе Первой мировой войны, Февральской и Октябрьской революций 1917 года // Начало // Вестник архивиста : журнал. — 2012. — Октябрь—декабрь (№ 4 (120)). — С. 55—70. — ISSN 2073-0101. Архивировано 15 января 2022 года.
- Источники о деятельности Скобелевского комитета и его роли в отечественном кинопроцессе накануне и в ходе Первой мировой войны, Февральской и Октябрьской революций 1917 года // Окончание // Вестник архивиста : журнал. — 2013. — Январь—март (№ 1 (121)). — С. 65—81. — ISSN 2073-0101.
- Источники о деятельности Скобелевского комитета и его роли в отечественном кинопроцессе накануне и в ходе Первой мировой войны, Февральской и Октябрьской революций 1917 г. // Первая мировая. Неоконченная война // материалы Международной научной конференции, посвящённой 100-летию начала Первой мировой войны 1914—1918 гг. «Проблемы поиска и публикации российских и зарубежных источников о Первой мировой войне 1914—1918 гг. на современном этапе развития исторической науки», Москва, 18 июня 2014 г. / отв. ред. Е. И. Пивовар ; сост. И. А. Анфертьев. — М.: РГГУ, 2015. — С. 122—154. — 777 с. — (Библиотека Российского общества историков-архивистов). — 500 экз. — ISBN 978-5-7281-1677-6.

## Награды
- Серебряная медаль ВДНХ (11 ноября 1984) — за разработку и оказание практической помощи во внедрении основных правил работы государственных архивов с кинофотодокументами[4];
- медаль «Ветеран труда» (1986);
- бронзовая медаль ВДНХ (17 декабря 1987) — за разработку теоретико-методических основ комплектования архивов  кинодокументами, поиск и собирание кинодокументов Великого Октября, использованных при подготовке экспонатов вводного раздела юбилейной выставки «70 лет под знаменем Великого Октября»[5];
- знак Отличия архивного дела (1988);
- медаль «В память 850-летия Москвы» (1997);
- звание «Почётный архивист» (1998);
- почётный знак Российского общества историков-архивистов (2000);
- приз имени Мирона Черненко (2005) Гильдии киноведов и кинокритиков России — за книгу «Кинофотодокументы в контексте исторического знания»[6].